# Adriana da Silva
Adriana Aparecida da Silva (Cruzeiro, 22 de julho de 1981) é uma corredora brasileira de longa distância, bicampeã pan-americana da maratona e recordista sul-americana em maratonas. Ainda detém os melhores índices em algumas das corridas nas quais participou.

## Vida e carreira
Adriana Aparecida da Silva nasceu em Cruzeiro, no estado de São Paulo, em 22 de julho de 1981. Seu pai abandonou sua família e vivia com a mãe e seus três irmãos. Em 1993, aos 12 anos, começou a correr a convite de seu irmão, que a levou a disputar uma prova de cinco quilômetros em sua cidade natal, que venceu. Com suporte da Equipe Papa-léguas, voltou a participar de outras corridas e em sua segunda participação, novamente ficou em primeiro lugar, adquirindo prêmio de 50 reais. Com suas vitórias em corridas de rua, auxiliava no sustento de sua casa. Em 2002, participou de três corridas (10 quilômetros, 15 quilômetros e meia-maratona) em Paulínia e São Paulo, no Brasil, e Vila Nova de Santo André, em Portugal. No ano seguinte, repetiu o percurso de competições em Santos, São Paulo, Salvador. Em 2004, compareceu na meia-maratona sediada em Nova Déli, na Índia, e nas corridas em São Paulo, onde ficou em terceiro lugar na Corrida Internacional de São Silvestre e utilizou o prêmio adquirido para comprar uma casa para sua mãe.
No início de 2005, participou na corrida de 10 quilômetros em Maldonado, no Uruguai, mas no mesmo ano sofreu uma lesão que a obrigou a parar de competir. Precisou realizar cirurgias, perdeu seus patrocínios e desenvolveu um quadro de depressão. Apesar disso, foi convencida a continuar a competir pelo treinador Cláudio Castilho, diretor-executivo da Confederação Brasileira de Atletismo, que a levou às maratonas. Na sequência, foi contratada pelo Esporte Clube Pinheiros e assinou patrocínio com a marca esportiva Asics, do Japão. Entre 2006 e 2008, voltou a competir em Ribeirão Preto, São Paulo, Porto Alegre e Praia Grande. Em 2009, competiu no Rio de Janeiro, Santos, São Paulo e Aracaju e fez sua estreia nas maratonas, quando venceu a Maratona de Florianópolis e obteve o índice para participar do Campeonato Mundial de Atletismo daquele ano, sediado em Berlim, Alemanha. Em 2010, correu em São Paulo, Porto Alegre, Aracaju (onde conquistou seu melhor tempo na corrida de 25 quilômetros, com 1:30:18) e Nanning, na China, bem como na Maratona de Berlim, onde terminou em sétimo lugar com índice de 2:32:30. Em 2011, competiu quatro vezes em São Paulo (onde teve se melhor índice nos 15 quilômetros, com 52:15), uma em Buenos Aires, na Argentina (onde conquistou seu melhor índice numa meia-maratona, com 1:13:16), e na Maratona de Viena, concluída em oitavo lugar com 2:33:48. No mesmo ano, integrando a delegação que disputou os Jogos Pan-Americanos de 2011, em Guadalajara, no México, ganhou a medalha de ouro na maratona com a marca de 2:36:37, batendo o recorde dos Jogos Pan-Americanos.

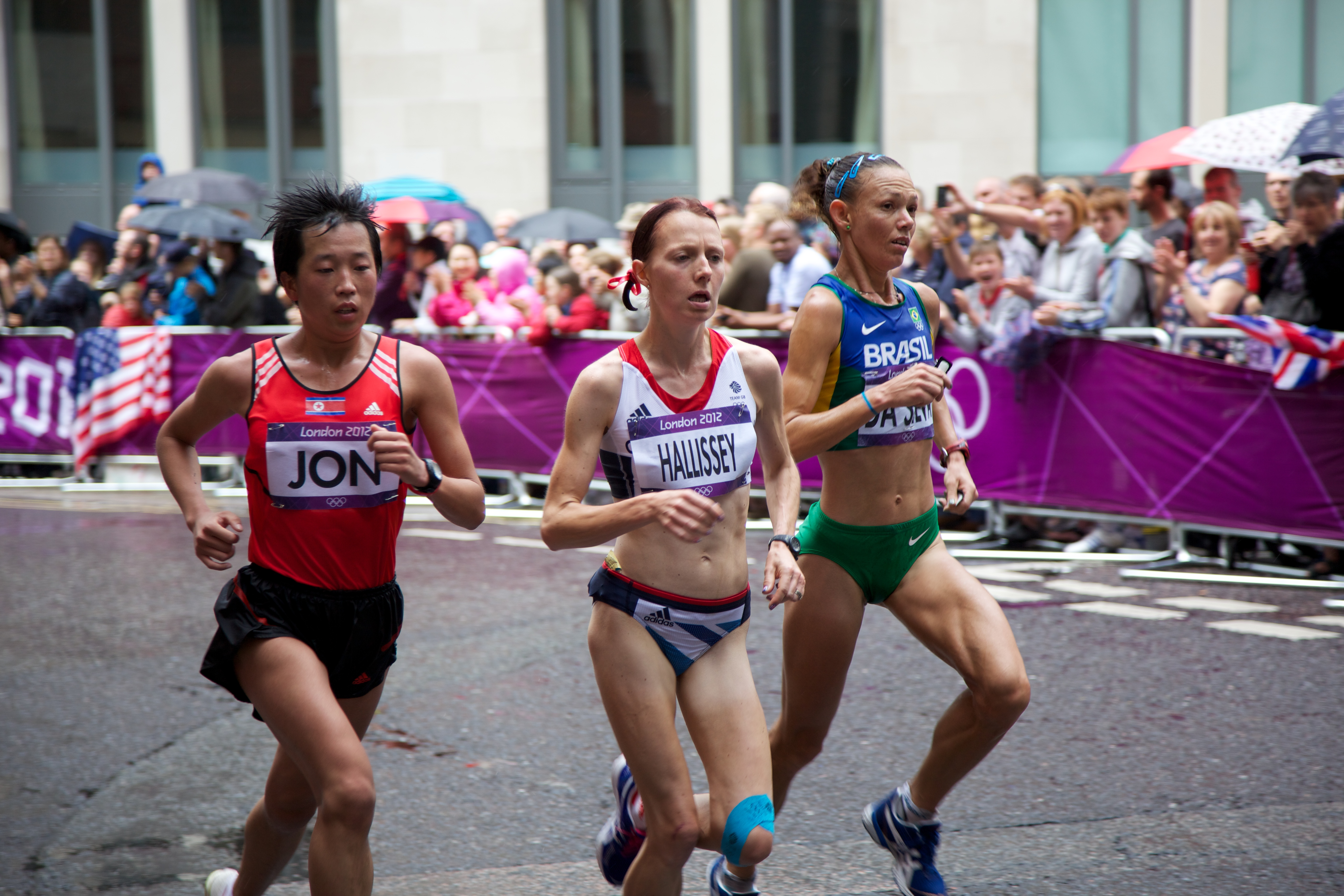
Adriana, Kyong-Hui Jon e Claire Hallissey correndo em Londres, 2013

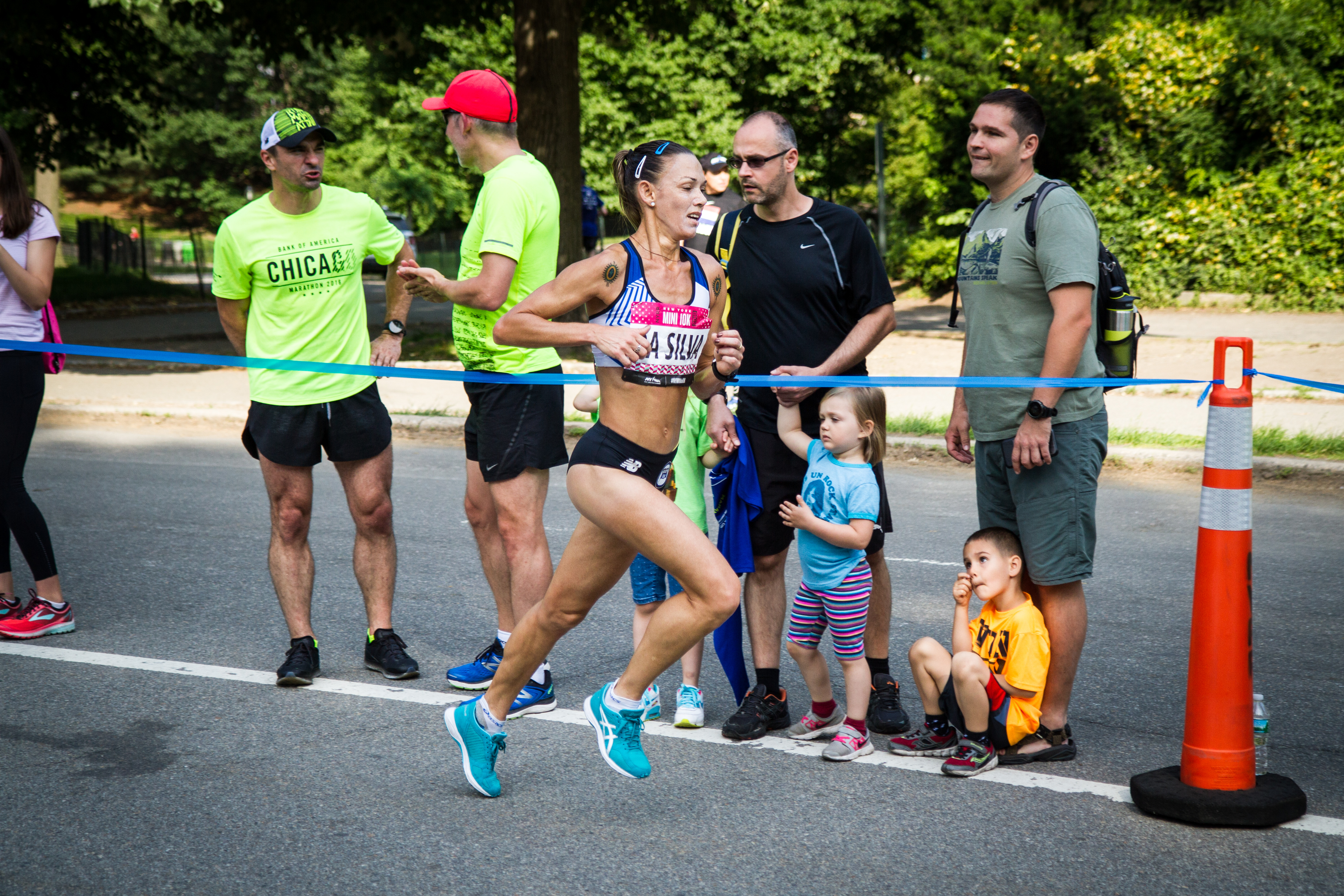
Adriana em 2018

Em 2012, competiu em São Paulo e Lisboa, em Portugal. Em 26 de fevereiro de 2012, tentando vaga aos Jogos Olímpicos de Verão de 2012, em Londres, no Reino Unido, quebrou o recorde sul-americano na maratona feminina de Tóquio com o tempo de 2:29:17, que continua sendo o melhor tempo de uma atleta brasileira. Na ocasião, ficou em nono lugar e esteve entre as 46 mulheres que correram abaixo de três horas. No mesmo ano, foi a única brasileira a competir na maratona olímpica, em Londres, marcando 2:33:15 e terminando na 47.ª colocação. Por fim, ainda esteve na Maratona de Valência, terminando em quarto lugar no tempo de 2:34:11. Em 2013, correu em São Paulo (onde conquistou seu melhor índice na corrida de 10 quilômetros, com 33:21.59, e no índice na corrida de 5 mil metros, com 16:12.88) e Santos, na meia-maratona de Nova Iorque, nos Estados Unidos, e na Maratona de Londres, que concluiu na 11.ª posição em 2:31:44; em 2014, em São Paulo, Santiago do Chile, Santos e na Maratona de Berlim, onde concluiu com um tempo de 2:38:05; e em 2015, em São Bernardo do Campo, São Paulo, Montevidéu, no Uruguai. Em 8 de março de 2015, participou da Maratona de Nagoia, no Japão, onde conquistou a marca de 2:35:28, apesar de concluir o percurso em 19.ª posição. Reprisou sua vitória nos Jogos Pan-Americanos de 2015, em Toronto, Canadá, onde chegou originalmente em segundo lugar mas herdou a medalha de ouro após a vencedora original, Gladys Tejeda, do Peru, ser eliminada por testar positivo ao diurético furosemida – substância banida pela Agência Mundial Antidoping (WADA) por ser usada para mascarar outros tipos de drogas –  e teve sua medalha cassada pela Organização Desportiva Pan-Americana (ODEPA). Em decorrência dessa alteração, seu tempo de prova de 2:35:40 tornou-se o novo recorde pan-americano.
Em 2016, participou dos percursos em São Bernardo do Campo, São Paulo, Nova Iorque e Rio de Janeiro e na Maratona de Hamburgo, na Alemanha, de 17 de abril, onde terminou em oitavo lugar e concluiu a prova em 2:31:23, melhorando seu índice. Atualmente é a corredora brasileira com o melhor índice na maratona para disputar os Jogos Olímpicos de Verão de 2016, no Rio de Janeiro. Na competição, terminou em 69.ª posição. Em 2017, esteve em São Paulo (onde teve seu melhor índice nos 3 mil metros, com 10:19.67), São Bernardo do Campo, Santos e Rio de Janeiro e novamente esteve na Maratona de Hamburgo, que concluiu em sexto lugar com 2:35:44. Em 2018, correu em Bragança Paulista, Nova Iorque, São Paulo e Buenos Aires e na Maratona de Nova Iorque, onde terminou em 20.ª posição, com tempo de 2:41. Em 2019, esteve apenas na Maratona de Hamburgo, pois sofreu lesões no circuito preparatório à obtenção de índices à convocação aos Jogos Pan-Americanos de 2019 de Lima, no Peru. Tratou sua lesão no pé, mas ainda sentia dores por ocasião da competição em Hamburgo. Embora tenha conseguido concluir a corrida, alegou sentir dores nas costas e no quadril, que levaram-na a ser atendida pelos paramédicos. Dedicar-se-ia à recuperação de suas lesões nos meses subsequentes, alegando que ainda tentaria vaga aos Jogos Olímpicos de Verão de 2020, sediados em Tóquio em 2021, que seria sua última olimpíada antes de sua aposentadoria. Em 2020, esteve apenas na Maratona de Valência, mas em 2021 competiu no Rio de Janeiro, São Paulo, Santos e na Maratona de Milão, na Itália. Em 2022, fez meia-maratona em São Paulo e esteve na Maratona de Sevilha, na Espanha. Em 2023, fez meia-maratona em São Paulo.

## Títulos
Jogos Pan-Americanos
- Ouro: Maratona (Guadalajara, 2011)
- Ouro: Maratona (Toronto, 2015)